# Frigidolfo
Il Frigidolfo (anche Oglio Frigidolfo) è un torrente della Val Camonica, in provincia di Brescia, lungo circa 7 km.
Nasce nella Valle delle Messi, nei pressi del passo di Gavia alle pendici del Corno dei Tre Signori (3360 m s.l.m.).
Lungo il percorso riceve le acque del torrente Arcanello.
Confluisce con il Narcanello a Ponte di Legno, (1300 m s.l.m.), dando origine al fiume Oglio.